# L'Homme de nulle part (film, 1937)
Pour les articles homonymes, voir L'Homme de nulle part.
Pour plus de détails, voir Fiche technique et Distribution.
L'Homme de nulle part (Il fu Mattia Pascal) est un film franco-italien réalisé par Pierre Chenal et Christian Stengel, sorti en 1937. Il est inspiré du roman de Luigi Pirandello : Feu Mathias Pascal, écrit en 1904.

## Synopsis
Homme timoré, adepte de l'entomologie et de la chasse aux papillons, Mathias Pascal doit se marier avec Romilda Pescatore, mais la mère de celle-ci réclame comme dot 50 000 lires. Mme Pascal, pour le bonheur de son fils, hypothèque ses biens et se retrouve ruinée. Mais le mariage a lieu. Peu après, à sa mort, elle confie à son fils une petite somme d'argent qu'elle avait mise de côté. Brimé par sa belle-mère, repoussé par sa femme qui lui préfère le fils du maire, Mathias quitte son village pour quelques jours. À bord du train, il rencontre un vieux joueur qui lui conseille de miser son argent à la roulette. Grâce à sa "main innocente", Mathias gagne une petite fortune. Mais le jour où il revient chez lui, il assiste, sans se montrer, à son propre enterrement.

## Fiche technique
- Titre : L'Homme de nulle part
- Titre italien : Il fu Mattia Pascal
- Réalisation : Pierre Chenal et Christian Stengel
- Scénario : Pierre Chenal, Armand Salacrou, Christian Stengel et Roger Vitrac d'après le livre de Luigi Pirandello
- Assistant réalisateur : Louis Daquin
- Production : Christian Stengel
- Musique : Jacques Ibert
- Photographie : André Bac et Jean-Pierre Mundviller
- Pays d'origine :  France |  Royaume d'Italie
- Format : Noir et blanc - mono
- Genre : Film dramatique
- Durée : 92 minutes
- Date de sortie : 18 février 1937

## Distribution

### Version française
- Pierre Blanchar : Mathias Pascal, alias Adrien Meis, un homme qui disparaît et change d'identité
- Isa Miranda (VF : Claude Marcy) : Louise Paleari, le nouvel amour de Mathias
- Robert Le Vigan : le comte Papiano, l'associé aigrefin de Paléari qui convoite Louise
- Ginette Leclerc : Romilda Pescatore Pascal, la première femme de Mathias
- Catherine Fonteney : la veuve Delphine Pescatore, sa mère autoritaire
- Charlotte Barbier-Krauss : Angelica Fede Pascal, la mère de Mathias
- Margo Lion : Mlle Caporale, une pensionnaire
- Sinoël : Henri Paleari, le propriétaire d'une pension romaine, tuteur de Louise
- Maximilienne : la tante Scholastique
- Pierre Palau : le chevalier Titus, un joueur qui initie Mathias
- Pierre Alcover : Malagna, l'ancien prétendant et notaire de Madame Pascal
- Léonce Corne : l'hôtelier du Luxor
- Louis Daquin : le concierge de l'hôtel
- Gaston Dupray : le directeur du journal
- René Génin : l'ivrogne
- Jean Hébey : Pomino, le fils du maire, employé de l'état civil, qui épousera Romilda en secondes noces.
- Robert Moor : le fossoyeur
- Marcel Vallée : le maire, père de Pomino
- Charles Granval : Ottavio Meis, un homme qui se croit le cousin de Mathias
- Yvonne Yma : Adèle Meis, sa femme
- Paquita Claude : Pepita, une jeune pensionnaire
- Marcel Lupovici : Beraldez
- Georges Douking : le domestique simplet de la pension Paleari
- Enrico Glori : le coiffeur
- Henri Giquel : le docteur Basile, un pensionnaire
- Dax Berthy : le curé
- Charles Léger : le bibliothécaire à la retraite
- Ornella Da Vasto

### Version italienne
- Pierre Blanchar : Mattia Pascal
- Isa Miranda : Adriana Paleari
- Irma Gramatica : La veuve Pescatore
- Nella Maria Bonora : Romilda Pescatore Pascal
- Olga Solbelli : Silvia Caporale
- Enrico Glori : Comte Papiano
- Adele Garavaglia : Angelica Bonafede Pascal
- Silvio Bagolini : Le concierge de l'hôtel Luxor
- Pina Gallini : Tante Scholastique
- Luigi Pralavorio : Pomino
- Giuseppe Pierozzi : Le bibliothécaire en chef
- Luigi Zerbinati : L'idiot de la retraite
- Cesare Zoppetti : Paleari
- Edda Soligo : Salvina
- Giovanna Scotto :
- Achille Majeroni (it) :

## Autour du film
- Le film se termine par un quasi happy-end, où l'on voit Mathias muni de faux papiers pouvant épouser Louise. Cette fin diffère de celle du roman où après avoir fait croire à Louise qu'il s'est noyé dans le Tibre et se rendant compte que le retour au domicile conjugal est impossible, il se réfugiera à la bibliothèque municipale où il écrira ses mémoires.